# Potter megye (Pennsylvania)
Potter megye az Amerikai Egyesült Államokban, azon belül Pennsylvania államban található. Megyeszékhelye és legnagyobb városa Coudersport. Lakosainak száma 16 396 fő (2020. április 1.). Potter megye Allegany, Steuben, Tioga, Lycoming, Clinton, Cameron és McKean megyékkel határos.

## Népesség
A megye népességének változása:
| Lakosok száma | 17 475 | 17 448 | 17 635 | 17 497 | 17 093 | 16 396 |
|               | 2010   | 2011   | 2012   | 2013   | 2015   | 2020   |